# Lachnocnema durbani
Lachnocnema durbani är en fjärilsart som beskrevs av Henry Trimen 1887. Lachnocnema durbani ingår i släktet Lachnocnema och familjen juvelvingar. Inga underarter finns listade i Catalogue of Life.